# Бебко Валерій Павлович
Валерій Павлович «Вал» Бебко (нар. 9 липня 1984, м. Київ, Україна) — український режисер, креативний продюсер, кліпмейкер та гітарист рок-гурту «The Hardkiss».

## Життєпис
Валерій Бебко народився 9 липня 1984 року. З 2002 року вивчав сучасне мистецтво у Центральному коледжі мистецтва та дизайну імені Святого Мартіна в Лондоні. Під час навчання у коледжі зфільмував декілька короткометражок: «Реінкарнація» (2004), «Never Born» (2005), «Autoscopy» (2006).
Після повернення до Києва зняв кілька кліпів українським співакам та співачкам. У 2011 році працював над альманахом з 8-ми короткометражних фільмів «Закохані у Київ».
Працюючи на телеканалі «MTV Україна», під час одного з інтерв'ю у 2008 році, він познайомився з Юлією Саніною, яка на той час займалася журналістикою. У вересні 2011 року Валерій Бебко та Юлія Саніна створили російськомовний поп-дует Val & Sanina. Було записано пробне відео та пару пісень. Також вони зробили кавер-версію на «Любовь настала» (слова Роберта Рождественського, музика Раймонда Паулса).
Незабаром гурт змінив не тільки назву на «The Hardkiss», але й виконавський стиль, почали виконувати пісні англійською. Валерій та Юлія самостійно писали музику та тексти. Тієї ж осені гурт випустив декілька пісень та записав дебютний відеокліп на пісню «Babylon». Також у кінці жовтня 2011 року «The Hardkiss» виступили на розігріві британського гурту «Hurts» та DJ Соланж Ноулз. До кінця 2011 року гурт випустив ще один кліп під назвою «Dance with me», режисером якого був Валерій Бебко. Кліп отримав ротацію на провідних музичних каналах. У 2012 році «The Hardkiss» був гостем французького фестивалю «MIDEM» (Marché international de l'édition musicale).
У лютому 2012 року «The Hardkiss» підписав контракт з лейблом «Sony BMG» та французьким агентством «Eye-Models», а кліп на композицію «Dance With Me» транслюється на каналі «MTV». Колектив швидко здобув популярність та низку нагород в Україні та за кордоном. Так у тому ж 2012 році «The Hardkiss» отримала відразу дві нагороди на щорічній музичній премії «YUNA» — «Відкриття року» та «Найкращий відеокліп» на пісню «Make-Up», режисером якого був Валерій Бебко.
Валерій Бебко є режисером більшості кліпів гурту «The Hardkiss» та концертного фільму «Big Show in Kyiv (Stereo Plaza 2014)». Також був режисером кліпів для гурту «NikitA» та «Kazaky».
У 2018 році був представлений у номінації «Саундпродюсер року» української музичної премії M1 Music Awards за пісню «Dance with me» гурту «The Hardkiss».

## Сім'я
Валерій Бебко одружений з Юлією Саніною, фронтвумен гурту «The Hardkiss». Свої стосунки пара приховувала протягом п'яти років (з 2009 року). Одружилися вони через два роки після знайомства. Весілля було оформлене в українському автентичному стилі.
21 листопада 2015 року в подружжя народився син Данило.

## Нагороди і відзнаки
| Рік  | Премія | Номінація                 | Результат |
| 2012 | YUNA   | Найкращий відеокліп       | Перемога  |
| 2021 | YUNA   | Музична харизматична пара | Перемога  |